# Tarracá
Tarracá é um estilo brasileiro de luta tradicional agarrada praticada nas regiões centro-norte do interior do Estado do Maranhão, nordeste do Brasil, mas precisamente na região do Pindaré e na baixada maranhense. Uma mistura de tradições indígenas, europeias e africanas, o Tarracá é muito popular entre peões negros, caboclos e cafusos, os tipos físicos mais comuns da região, que praticam o "atarracar", "atracar" ou tarracá nos currais ou nas margens dos rios após o dia de trabalho na fazenda, luta que consiste na tentativa de derrubar o adversário com as costas no chão.
É muito semelhante na forma cultural da prática e nos movimentos com outros estilos de luta tradicional agarrada, como o huka-huka dos povos indígenas do Xingu, com a luta marajoara, com a galhofa oriunda de Portugal e com a bassula de Angola, devido à História maranhense de colonização européia com mão de obra africana, assim como as migrações indígenas no Estado, possivelmente o Tarracá foi influenciado ou influenciou estes outros estilos de luta agarrada.
O tarracá foi imortalizado como uma arte marcial eficaz pelos seus praticantes mais notáveis em competições de artes marciais mistas, Casimiro de Nascimento Martins, especialista em tarracá, é mais conhecido como Rei Zulu, que é uma lenda do vale-tudo e seu filho  Wágner da Conceição Martins o Zuluzinho, que fez carreira internacional, chegando a competir em eventos na Rússia e no Pride Fighting Championships do Japão

## Regras
O objetivo final do tarracá é derrubar o adversário com as costas no chão e imobilizá-lo. Sendo assim:
- O embate acontece dentro de um círculo desenhado no chão;
- Cada imobilização vale 1 ponto, vence quem fizer 3 pontos primeiro;
- Não pode soco, mas pode golpes de mãos abertas (tapas);
- Chutes são permitidos com o adversário em pé.